# Ihorivka, Burîn
Ihorivka (în ucraineană Ігорівка) este un sat în comuna Klepalî din raionul Burîn, regiunea Sumî, Ucraina.

## Demografie
Componența lingvistică a localității Ihorivka
     Ucraineană (95,35%)
     Rusă (2,33%)
     Belarusă (2,33%)
Conform recensământului din 2001, majoritatea populației localității Ihorivka era vorbitoare de ucraineană (95,35%), existând în minoritate și vorbitori de rusă (2,33%) și belarusă (2,33%).